# DVDplus
DVDplusとは、DVDとCDの技術を1枚のディスクに統合した光ディスクの一種である。DualDiscと同様に、従来の規格であるDVDとCDの2つの既存のフォーマットを組み合わせたものである。

## 概要
DVDplusは、「CDとDVD」「CDとDVD-Audio」「DVDとCD-ROM」という3つのバリエーションがあり、DVD側には、従来のDVDと同様に、DVD-Videoゾーン、DVD-Audioゾーン、DVD-ROMゾーンを設けることができる。最終的には、Blu-ray Discのような新しいフォーマットでDVDplusを製造することも可能になると考えられ、このフォーマットは、従来のCDプレーヤー、DVDプレーヤーというような市場に出回っているプレーヤーやコンピュータとの約99％と互換性があり、警告ステッカーも不要である。
米国のレコード会社が、DVDplusの制作者が必須特許に違反していると主張する仕様でDualDiscフォーマットを展開しようとしたため、最近はDVDplusフォーマットをめぐって論争が起きている。
DVDPlusのウェブサイトによると、2004年12月にソニーはDVDplusのメーカーであるDVDplus Internationalとグローバルライセンス契約を締結した。
法的な揉め事を回避するため、ヨーロッパでDualDiscをリリースするメーカーは、たとえリリースするディスクが実際にはDVDplusディスクではなくDualDiscであったとしても、これまでのところ一般的に、Dierks社にライセンス料を支払っており、これは通常、DVDplusディスクの製造ライセンスも取得している認定DualDisc工場を使用することで達成されている。
なお、DVDplusを「DualDiscのヨーロッパ版」と考えるのは誤りであり、米国では、Ryko社をはじめとするいくつかのレコード会社がDVDplus製品を発売しており、ヨーロッパでは（米国ほどではないが）DualDiscが一般的になっている。本質的には同じ目的に対する2つの類似したアプローチであるが、RIAAは、DualDiscは音楽メディアであり、ビデオメディアではないと指摘しているが、DVDplusにはそのような名目上の制限はない。
理論的にはほとんど同じであるが、DVDplusはこれまでのところ、反対の主張にもかかわらず、実際にはDualDiscよりわずかに厚いCD互換層を持っており、その結果、DVDplusはCD互換層の薄さにより、一部のプレーヤーでは互換性がないことがあるDualDiscよりも高いCDプレーヤーとの互換性を主張することができた。これはまた、初期のデュアルディスクのようにCDコンパチブル側の再生時間に制限がないことを意味する。しかし、ディスク全体の厚みが増すと、スロットローディング式のプレーヤーやオートチェンジャーでディスクがスタックする可能性が高まるというリスクがある。このような要因にもかかわらず、両面のディスク製品のスティッキングや再生不能による返品率は極めて小さいとしている。